# Carl Östlund (målare)
Carl Bernhard Östlund, född 27 mars 1885 i Härnösand, död 14 februari 1973 i Styrnäs församling i Ångermanland, var en målare, tecknare och yrkesmålare.
Han var son till snickaren Johan Eriksson Östlund och Elisabeth Lindholm och från 1915 gift med Signe Margareta Ehn. Östlund skrevs i 13-årsåldern in som målarlärling i Härnösand och blev gesäll 1904. Han praktiserade och arbetade därefter för olika målarmästare och anställdes av en målarfirma i Stockholm 1907. Han studerade under några år vid en aftonskola innan han 1914 studerade en kortare tid vid Althins målarskola. Dessutom bedrev han självstudier genom besök och kopieringsmålning på Nationalmuseum. Omkring 1915–1916 lämnade han måleriyrket för att bli konstnär på heltid. Till en början målade han mest porträtt och stilleben men övergick senare nästan helt till landskapsskildringar utförda i olja, pastell, akvarell, kol och blyerts. För att hämta inspiration och udda motiv fotvandrade han i de svenska och norska fjällen 1921. Han debuterade med en separatutställning under 1910-talet och har ställt ut separat i de flesta norrländska städer bland annat Sundsvall, Härnösand, och Sollefteå. Han var representerad i Sollefteå hembygdsutställning 1918 och Kramforsutställningen 1939 samt i flera samlingsutställningar i Stockholm. Östlund är representerad vid Sundsvalls lasarett, Härnösands lasarett, Österåsens sanatorium, Västernorrlands läns landsting och landstinget i Härnösand. Han är begravd på Styrnäs kyrkogård.    